# Sixto Betancourt
Sixto Ubaldo Betancourt Véliz (Tiquisate, 16 maggio 1992) è un calciatore guatemalteco, difensore del Deportivo Achuapa.

## Carriera

### Club
Ha giocato nella massima serie dei campionati guatemalteco e costaricano. Ha giocato 7 partite in CONCACAF Champions League.

### Nazionale
Ha partecipato ai Mondiali Under-20 del 2011.